# Limeira do Oeste
Limeira do Oeste là một đô thị thuộc bang Minas Gerais, Brasil. Đô thị này có diện tích 1317,515 km², dân số năm 2007 là 6492 người, mật độ 4,2 người/km².